# فرانكو باتشيني
فرانكو باتشيني (بالإيطالية: Franco Pacini)‏ (و. 1939 – 2012 م) هو عالم فلك، وعالم فيزياء فلكية من إيطاليا . ولد في فلورنسا .
توفي في فلورنسا، عن عمر يناهز 73 عاماً.

## مناصب
تولى منصب رئيس، الاتحاد الفلكي الدولي (2000–2003) .